# Орора (Колорадо)
Орора або Аврора (англ. Aurora, МФА: [əˈɹɔɹɚ]) — місто (англ. city) в США, в округах Арапаго, Адамс і Дуглас штату Колорадо. Східне передмістя Денвера (за 16 км). Населення — 386 261 особа (2020). Місто є третім за населенням у штаті. Площа 370 км².
Засноване як Флетчер 1891 року. Перейменоване 1907 року на Орору.
Значне місце в Орорі займають військові об'єкти: військовий шпиталь Фіцсімонс (з 1918 року; 1955 року тут лікувався президент Дуайт Ейзенхауер після серцевого нападу); на межі Денвера та Орори — база ВПС Ловрі (1938–1994 роки); база ВПС Бакли (база 460 космічного крила й 260 крила національної гвардії Колорадо)
Через місто проходить маршрут ліній H та R швидкісного трамваю Денвера, лінії якого обслуговують Денверську агломерацію.

## Географія
Орора розташована за координатами 39°41′17″ пн. ш. 104°41′23″ зх. д. / 39.68806° пн. ш. 104.68972° зх. д. (39.688002, -104.689740).  За даними Бюро перепису населення США в 2010 році місто мало площу 402,57 км², з яких 400,76 км² — суходіл та 1,81 км² — водойми.

### Клімат
| Клімат : Орора          | Клімат : Орора | Клімат : Орора | Клімат : Орора | Клімат : Орора | Клімат : Орора | Клімат : Орора | Клімат : Орора | Клімат : Орора | Клімат : Орора | Клімат : Орора | Клімат : Орора | Клімат : Орора | Клімат : Орора |
| Показник                | Січ.           | Лют.           | Бер.           | Квіт.          | Трав.          | Черв.          | Лип.           | Серп.          | Вер.           | Жовт.          | Лист.          | Груд.          | Рік            |
| Абсолютний максимум, °C | 24,4           | 23,9           | 28,3           | 31,7           | 36,1           | 40,6           | 42,2           | 40,0           | 37,8           | 35,6           | 27,2           | 22,8           | 42,2           |
| Середній максимум, °C   | 7,2            | 8,3            | 12,8           | 16,7           | 21,7           | 27,8           | 31,7           | 30,0           | 25,6           | 19,4           | 11,7           | 6,1            | 18,3           |
| Середній мінімум, °C    | −7,8           | −6,7           | −3,3           | 0,6            | 5,6            | 10,6           | 13,9           | 12,8           | 8,3            | 1,7            | −3,3           | −8,3           | 2,0            |
| Абсолютний мінімум, °C  | −35,6          | −31,1          | −25,6          | −21,7          | −8,3           | −1,1           | 5,0            | 2,2            | −9,4           | −18,9          | −25,6          | −32,8          | −35,6          |
| Норма опадів, мм        | 12             | 12             | 38             | 53             | 72             | 51             | 62             | 52             | 37             | 26             | 30             | 17             | 462            |
| ----------------------- | -------------- | -------------- | -------------- | -------------- | -------------- | -------------- | -------------- | -------------- | -------------- | -------------- | -------------- | -------------- | -------------- |
| Джерело: Weather.com    |                |                |                |                |                |                |                |                |                |                |                |                |                |

## Історія

### Стрілянина в Аврорі
Стрілянина в Аврорі — масове вбивство в місті, що відбулося 20 липня 2012 року близько 00:39 години за місцевим часом в міському кінотеатрі «Century 16» під час прем'єри фільму «Темний лицар повертається».

## Демографія

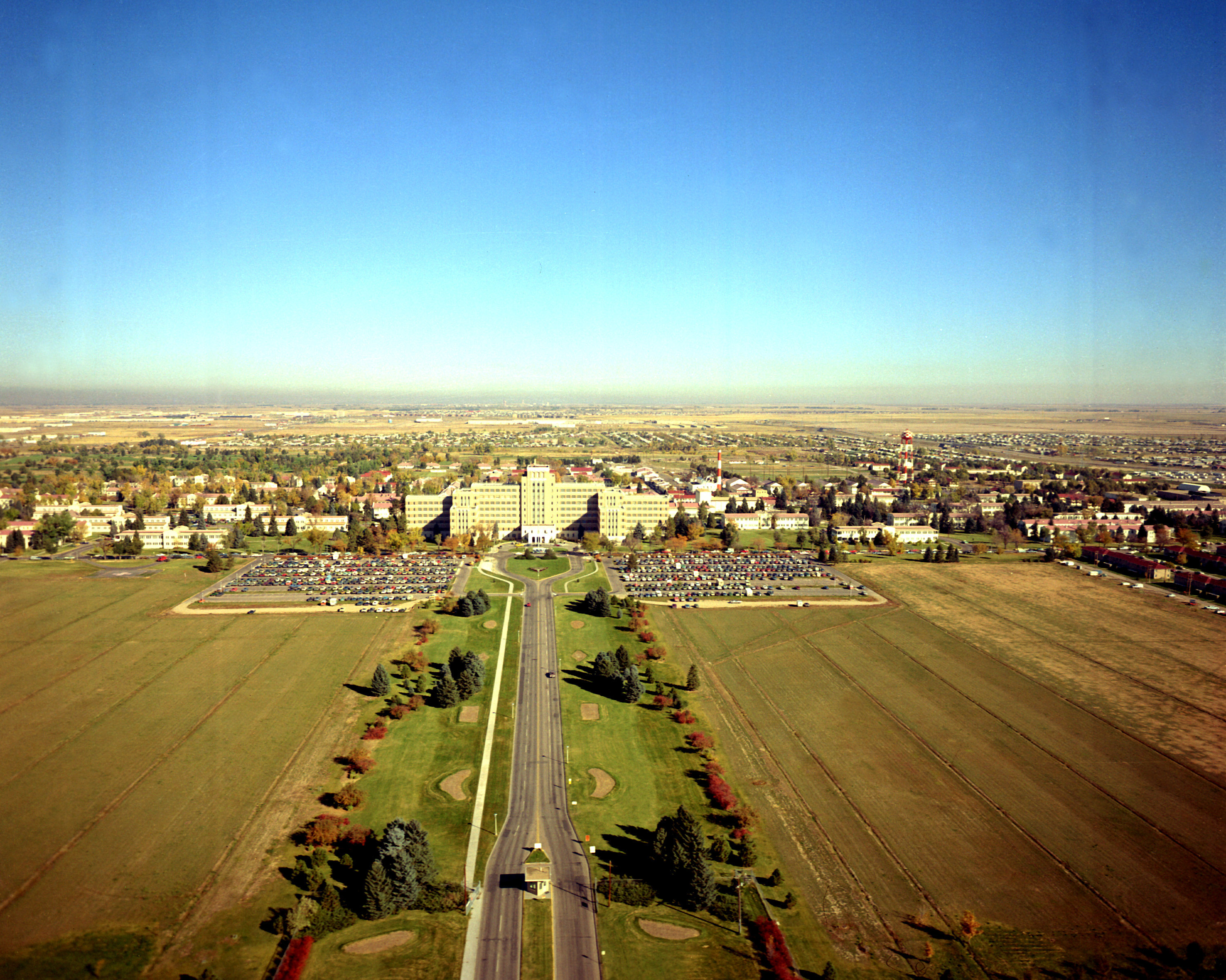
Вигляд шпиталю Фіцсімонс з повітря 1973 року.

Згідно з переписом 2010 року, у місті мешкало 325 078 осіб у 121 901 домогосподарстві у складі 79 549 родин. Густота населення становила 808 осіб/км².  Було 131040 помешкань (326/км²).
Расовий склад населення:
| - 61,1 % — білих - 15,7 % — чорних або афроамериканців - 4,9 % — азіатів - 1,0 % — корінних американців - 0,3 % — вихідців з тихоокеанських островів - 11,7 % — осіб інших рас |

До двох чи більше рас належало 5,2 %. Частка іспаномовних становила 28,7 % від усіх жителів.
За віковим діапазоном населення розподілялося таким чином: 27,3 % — особи молодші 18 років, 63,8 % — особи у віці 18—64 років, 8,9 % — особи у віці 65 років та старші. Медіана віку мешканця становила 33,2 року. На 100 осіб жіночої статі у місті припадало 97,0 чоловіків;  на 100 жінок у віці від 18 років та старших — 94,2 чоловіків також старших 18 років.
Середній дохід на одне домашнє господарство  становив 67 123 долари США (медіана — 53 011), а середній дохід на одну сім'ю — 75 707 доларів (медіана — 61 186). Медіана доходів становила 42 304 долари для чоловіків та 39 479 доларів для жінок. За межею бідності перебувало 15,3 % осіб, у тому числі 22,2 % дітей у віці до 18 років та 8,0 % осіб у віці 65 років та старших.
Цивільне працевлаштоване населення становило 168 912 особи. Основні галузі зайнятості: освіта, охорона здоров'я та соціальна допомога — 18,8 %, науковці, спеціалісти, менеджери — 13,3 %, роздрібна торгівля — 11,9 %, мистецтво, розваги та відпочинок — 11,4 %.